# Federación de Estudiantes de la Universidad de Santiago de Chile
La Federación de Estudiantes de la Universidad de Santiago de Chile (acrónimo: Feusach) es la organización que representa a todos los estudiantes matriculados en carreras de pregrado y posgrado de la Universidad de Santiago de Chile. La Federación agrupa a todos los centros de estudiantes de las distintas carreras y facultades. 
Sus orígenes históricos se remontan a la Federación de Estudiantes Mineros e Industriales de Chile -FEMICh-, fundada en 1945, por el entonces estudiante de Ingeniería, Enrique Kirberg. Posteriormente, con la fundación de la Universidad Técnica del Estado en 1947, esta organización se convierte con los años en la Federación de Estudiantes de la Universidad Técnica (FEUT). Con el desarme de la Universidad Técnica del Estado y su Federación estudiantil por parte de la Dictadura militar, la organización estudiantil fue proscrita y perseguida. En la Sede Santiago de la UTE, en la capital, surge la Universidad de Santiago de Chile, por tanto la Feusach se considera heredera y continuadora directa de la FEUT. 
La Feusach fue organizada en 1986, en pleno contexto de Dictadura Militar. A lo largo de sus años de existencia, tanto como FEUT y Feusach, la Federación ha tenido un papel de relevancia en la historia social y política de Chile, teniendo un papel significativo en el proceso de Reforma universitaria en la década de los sesenta, en el proceso de apoyo al gobierno de Salvador Allende y su coalición de izquierda la Unidad Popular. Posteriormente, destaca su rol con su reorganización en 1985-1986, en las manifestaciones contra la Dictadura militar de Augusto Pinochet así también en las movilizaciones estudiantiles y universitarias en los años posteriores desde el retorno a la democracia en 1990, en contra de las políticas neoliberales que se implantaron en el sistema educacional chileno y mantenidas por los gobiernos de la Concertación y Sebastián Piñera.

## Historia

### 1945-1955
La historia de la Feusach se remonta a la creación de la Federación de Estudiantes Mineros e Industriales de CHile (FEMICh) fundada por el entonces estudiante de Ingeniería y militante del Partido Comunista, Enrique Kirberg. Esta Federación tenía como principal función luchar por "el progreso del país", la profesionalización de los estudiantes y luchar por una "patriótica medida": la creación de una Universidad Industrial o Técnica por parte del Estado. Todo esto, enmarcado en el desarrollismo reinante en la época, además de la búsqueda de la industrialización de Chile. Finalmente, con el ascenso de Gabriel González Videla al gobierno en 1946, es que estas demandas son sentidas por parte importante del espectro político, y es así como se funda la Universidad Técnica del Estado, a partir de la fusión de instituciones superiores técnicas, entre ellas la Escuela de Artes y Oficios en Santiago, la Escuela de Minas de Copiapó, la Escuela de Minas de Antofagasta, la Escuela de Minas de La Serena, la Escuela Industrial de Concepción, la Escuela Industrial de Valdivia y la Escuela de Ingenieros Industriales. El 7 de julio de 1948 se agregaron a la formación de la UTE, la Escuela Industrial de Temuco y el Instituto Pedagógico Técnico. La UTE entra en funciones en 1952. 
Es así como en la década de los cincuenta, surge la Federación de Estudiantes de la Universidad Técnica (acrónimo: Feut). 

### 1955-1965
En aquella época, a nivel estudiantil en la UTE, existieron tres fuerzas políticas principales, el Partido Radical, la Democracia Cristiana y aunque proscritos, los comunistas. En general en la década de los cincuenta el actuar de la federación giró en torno a las medidas que tomaba la Universidad para su ampliación y financiamiento. 
En 1961, fruto de un nombramiento autoritario y centralista de un Director de Sede por parte de la rectoría en Santiago, a la Sede Copiapó, es que la FEUT organiza un movimiento, con la toma de todas las sedes a nivel nacional, rechazando el nombramiento. La Rectoría debe ceder. A partir de este movimiento, es que los estudiantes de la UTE redactan la llamada "Declaración del 25 de Mayo", que sería pionera en exigir democracia en las instituciones de educación superior en esa década y por ende, en un antecedente de inspiración de la posterior reforma universitaria, 6 años después.
En 1965, ya legalizado el Partido Comunista desde hace algunos años, luego de un periodo de clandestinidad por la "Ley Maldita", es que las Juventudes Comunistas logran una gran influencia estudiantil en la UTE superando a la Democracia Cristiana, consiguiendo la presidencia de la Federación, con Leonardo Fonseca.

### 1965-1973
A partir de 1965 la hegemonía política dentro de la FEUT será crecientemente comunista, perdiendo la DC cada vez mayor influencia. En 1966, las JJCC vuelven a triunfar, con Alejandro Yáñez a la cabeza de la FEUT.
A raíz de la iniciativa del gobierno de Frei Montalva de iniciar un proceso de modernizaciones y reformas dentro de la educación superior además de ampliación de ésta, es que desde mediados de los sesenta diversas instituciones universitarias reflexionaban respecto al cómo llevar estos procesos. Esto llevaría a que las Federaciones Estudiantiles que ya hacían reflexiones respecto a esos temas, profundizaran sus críticas hacia la Universidad como tal y sus funciones. Por otro lado, una constante politización que llevaba a multitudinarias movilizaciones, por presupuesto o por cómo se tomaban las medidas en las instituciones. Además un contexto planetario de movilizaciones juveniles y estudiantiles. 
El 14 de septiembre de 1967, un día antes del Consejo Universitario que estaba citado para elegir nuevo rector, la FEUT presidida por Alejandro Yáñez se toma la Casa Central de la UTE desatando el movimiento reformista en la universidad, que desencadena posteriormente en el cambio de estatutos que permitirá la participación triestamental en el gobierno universitario, además de la elección democrática y ponderada de los cargos unipersonales. La FEUT posteriormente será respaldada por Enrique Kirberg, el primer rector electo democráticamente, en sus diversas iniciativas culturales, sociales y políticas. En ese periodo la universidad tiene una gran expansión de matrícula, lo que la potencia políticamente a nivel estudiantil. Muchos jóvenes de clases medias e hijos de trabajadores acceden a la universidad por primera vez. 
La UTE vive un auge cultural, político y social durante el gobierno de la Unidad Popular, en que el papel de la FEUT fue vital para ello. En cuanto a la organización estudiantil, al expandirse la matrícula en las diferentes sedes, es que se formarán y consolidarán FEUT "regionales", en distintas sedes. En la UTE coexistirán diferentes grupos políticos, de forma hegemónica el PC, luego el PS, MAPU, DC y pequeñas bases del MIR. 
Con el golpe del 11 de septiembre, la FEUT es proscrita y perseguida. En tanto, la militancia estudiantil perseguida y asesinada. El Partido Comunista junto al MIR, serán las organizaciones más perseguidas en la UTE, pese al escaso tamaño del MIR en la Universidad. 

### 1973-1989
La FEUT es duramente reprimida y así misma la UTE. Esta es intervenida por militares y la organización estudiantil prohibida. A inicios de la década de los 80, los estudiantes siguieron organizando centros de alumnos por carrera, el primero de ellos fue el de Ingeniería Química, en 1983, presidido por Jorge Leiva, durante 1984 se siguió organizando, sin reconocimiento formal por la rectoría militar, diversos centros de alumnos por carrera, hasta que en noviembre de 1984 se realiza la primera elección de un Centro de Alumnos de Facultad, en la Facultad de Humanidades que presidió Andrés Rengifo, luego de lo cual sería relegado forzosamente al Norte, pese a la represión se siguió organizando el movimiento estudiantil, buscando crear una Federación de Estudiantes representativa de toda la Universidad. 
En noviembre de 1985 se elige la primera federación de forma democrática. La lista "Acuerdo democrático contra la intervención", compuesta por DC-MDP-IC y presidida por la DC, específicamente por Andrés Rengifo (DC), obtendría 5.436 votos de un total de 8.159 votos válidamente emitidos, formándose la Feusach. Al ya no ser una universidad nacional, las federaciones regionales que se comienzan a formar adoptan los nombres relacionados con sus universidades.
Andrés Rengifo a los pocos meses sería apresado, por ser el representante de la CONFECH en la Asamblea de la Civilidad, por lo que la Federación fue coordinada por el vicepresidente, Cristián Berríos. De esa primera federación, sería asesinado por agentes del estado en agosto de 1986, su secretario general, Mario Martínez.
En esos años, las movilizaciones fueron por la conquista de la democracia en el país y el fin de la represión dentro del campus universitario, además del término de los rectores designados. La Feusach principalmente se disputaba entre el PC y la DC por aquellos años.

### 1990-2010
Con el retorno a la democracia en 1990 la organización estudiantil decae, pero se mantiene la Federación. En 1993 es elegida la primera mujer presidenta de la Feusach, Magdalena Alid. Posteriormente, por falta de quórum y participación no se logra constituir la Feusach hasta 1997, con Jeannette Jara, militante de las Juventudes Comunistas. Sin embargo durante ese período, surgirán grupos político culturales, como ETHA "Estudiantes Tratando de Hacer Algo", que a pesar de la poca actividad general, intentarán crear instancias de debate político a través de otros medios. 
En 1997, ya reconstituida, la Feusach jugaría un importante rol en las movilizaciones contra la "Ley Marco" y la reorganización de la Confech. 
En la década de los 2000, la Feusach se convertirá en un bastión de la Concertación a nivel estudiantil, principalmente del Partido Socialista así como también de la Juventud del PPD, siendo una de las federaciones oficialistas bajo los gobiernos de Ricardo Lagos y Michelle Bachelet, en su primer periodo. En el escenario interno, la Feusach jugará un rol en las sucesivas movilizaciones internas, a raíz de la crisis económica de la universidad y acusaciones de malversación de fondos contra autoridades del plantel. 

### 2010-Actualidad
A comienzos de la segunda década de los dos mil, las Juventudes Comunistas en alianza con las Juventudes Socialistas lideran las federaciones del 2010 y 2011. En las multitudinarias movilizaciones estudiantiles del 2011, el presidente de entonces Camilo Ballesteros tendrá un polémico rol dentro del Movimiento y del Ampliado Estudiantil, por sus posiciones políticas además de sus maniobras dentro de la organización, siendo constantemente interpelado e incluso a punto de ser destituido.
Posteriormente, surgen grupos de izquierda con distintos niveles de crítica a la conducción concertacionista y comunista. En este campo surge Somos Usach, Convergencia de Izquierdas Usach entre otras colectividades. A fines del 2013, triunfa el Somos Usach en Feusach encabezada por Takuri Tapia. Este colectivo de izquierda que agrupó a feministas, ecologistas, mapuches y marxistas dará fin a la hegemonía tanto concertacionista como comunista. Los principales hitos de esta gestión radican en el cuestionamiento y posterior cierre de las excesivas fiestas universitarias, introducción de las primeras temáticas feministas y realización de trabajos voluntarios en la Araucanía. Después de su exitosa gestión volverían a ganar ampliamente las elecciones encabezado por Marta Matamala Mejía. En el 2015, continuarían con las políticas anteriores sumado a una elección en la CONFECH que entregaría por primera vez la vocería confech a la Feusach. Además de ello, encabezarán una extensa movilización por la democratización de la universidad, culminando por un acuerdo democratizador histórica con Rectoría. 
En el 2016, triunfa Unidos Podemos, coalición integrada por Revolución Democrática, Convergencia de izquierdas, MIR e Izquierda Libertaria. Posteriormente, la articulación del Frente Amplio, dará pie a que esa alianza continué en el tiempo, siendo nuevamente elegidos a fines del 2017, con la lista "Unidos Por Más", presididos por el militante del Movimiento Autonomista, Juan Pablo de la Torre.
El año 2019, existió una gran crisis de representatividad, siendo la presidencia de Constanza Urtubia truncada por el ampliado universitario, por lo cual la mesa presenta su renuncia en junio de ese mismo año. Ante la gran incertidumbre, se toma la decisión de crear una Mesa interina, compuesta por un representante de cada facultad/escuela/programa. Esta mesa interina finalmente renunció en julio de 2020, siendo que esta se hizo cargo del Estallido Social y la pandemia del Covid-19.
En diciembre de 2020, la lista única Organízate USACH, presidida por Noemí Quintana, fue la ganadora, dando un gran hito después de años sin una federación sin militancias.
En junio de 2022, luego de meses intentando que se conformara un TRICEL, fue electa la lista "Involúcrate y Venceremos", cuyo eslogan era "Convéncete a revivir la USACH", presidida por Fabián Tapia Barraza.

## Organización
La Feusach ha adoptado diferentes formas de organización en su historia. 
Actualmente funciona con una mesa directiva compuesta por seis cargos anuales elegidos en votación universal estudiantil siendo una mesa cerrada, es decir el voto es de lista y no por individuos. A su vez, se eligen consejeros académicos estudiantiles, y las vocalías independientes de la Federación. 
La Federación funciona con un órgano deliberativo y resolutivo llamado Ampliado Estudiantil, donde participan los presidentes o voceros de cada estructura local (generalmente Centros de Estudiantes). Los Centros de Estudiantes son la forma de organización estudiantil más típica, que consisten en una mesa directiva elegida democráticamente. Además existen organizaciones estudiantiles independientes, como el Centro Deportivo Estudiantil, el Centro de Estudios Feusach o el Centro de Estudiantes en Situación de Discapacidad.